# فیلتر فرابنفش

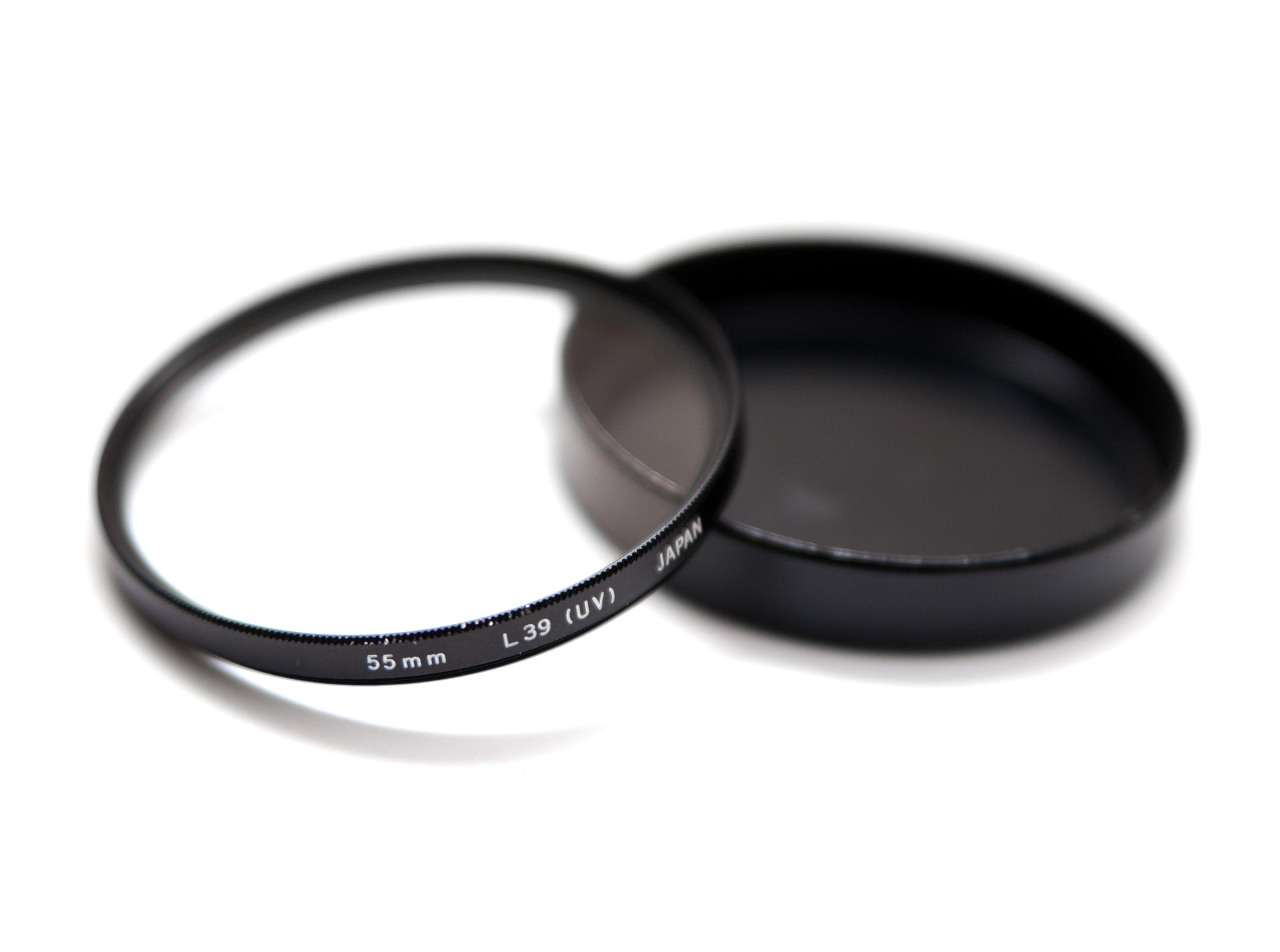
یک فیلتر فرابنفش L39.

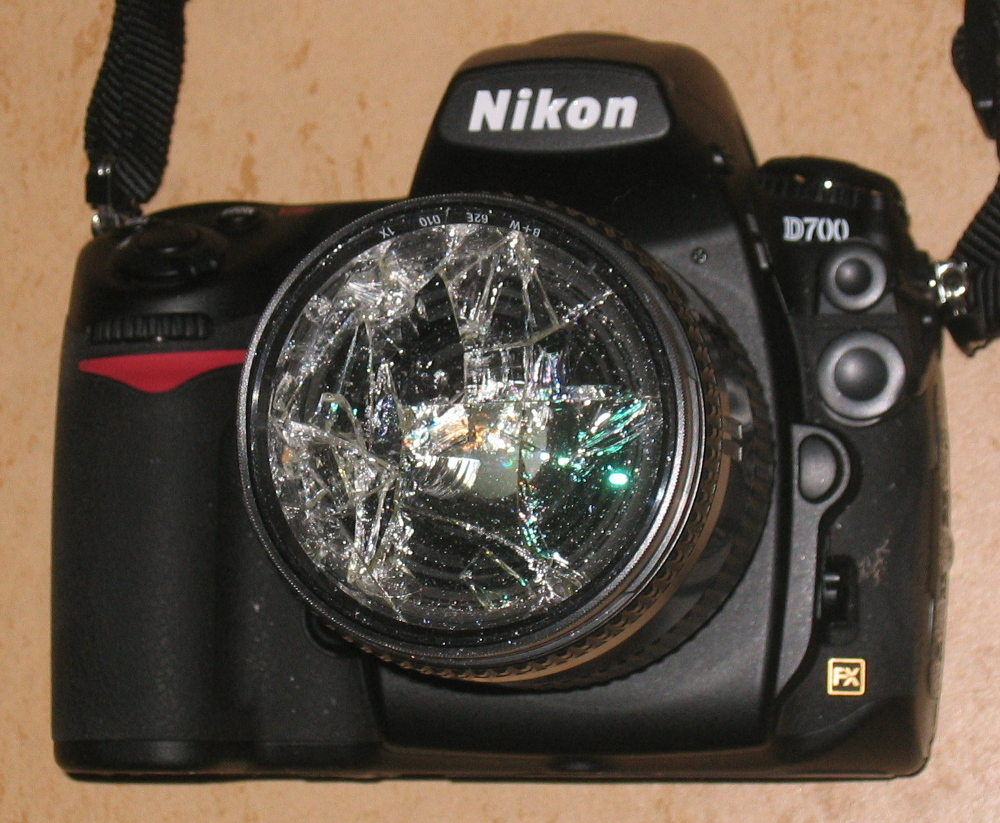
یک دوربین عکاسی شرکت نیکون که بر اثر ضربه، فیلترش شکسته است ولی به لنز و دوربین آسیبی نرسیده.

فیلتر UV یا فیلتر فرابنفش، شیشه‌ای شفاف است که پرتوهای فرابنفش خورشید را جذب می‌کند و مانع ورود آن‌ها به دوربین می‌شود. در واقع این فیلتر نقش محافظت از لنز و دوربین را دارد.
علاوه بر این، این فیلتر به علت قیمت ارزانش، نقش محافظ فیزیکی لنز را نیز برعهده دارد؛ به‌این ترتیب که اگر لنز دوربین با جایی برخورد کند، به جای شکستن و آسیب رسیدن به لنز گران‌قیمت، فیلتر از بین می‌رود.